# Tiefer Graben (Wien)

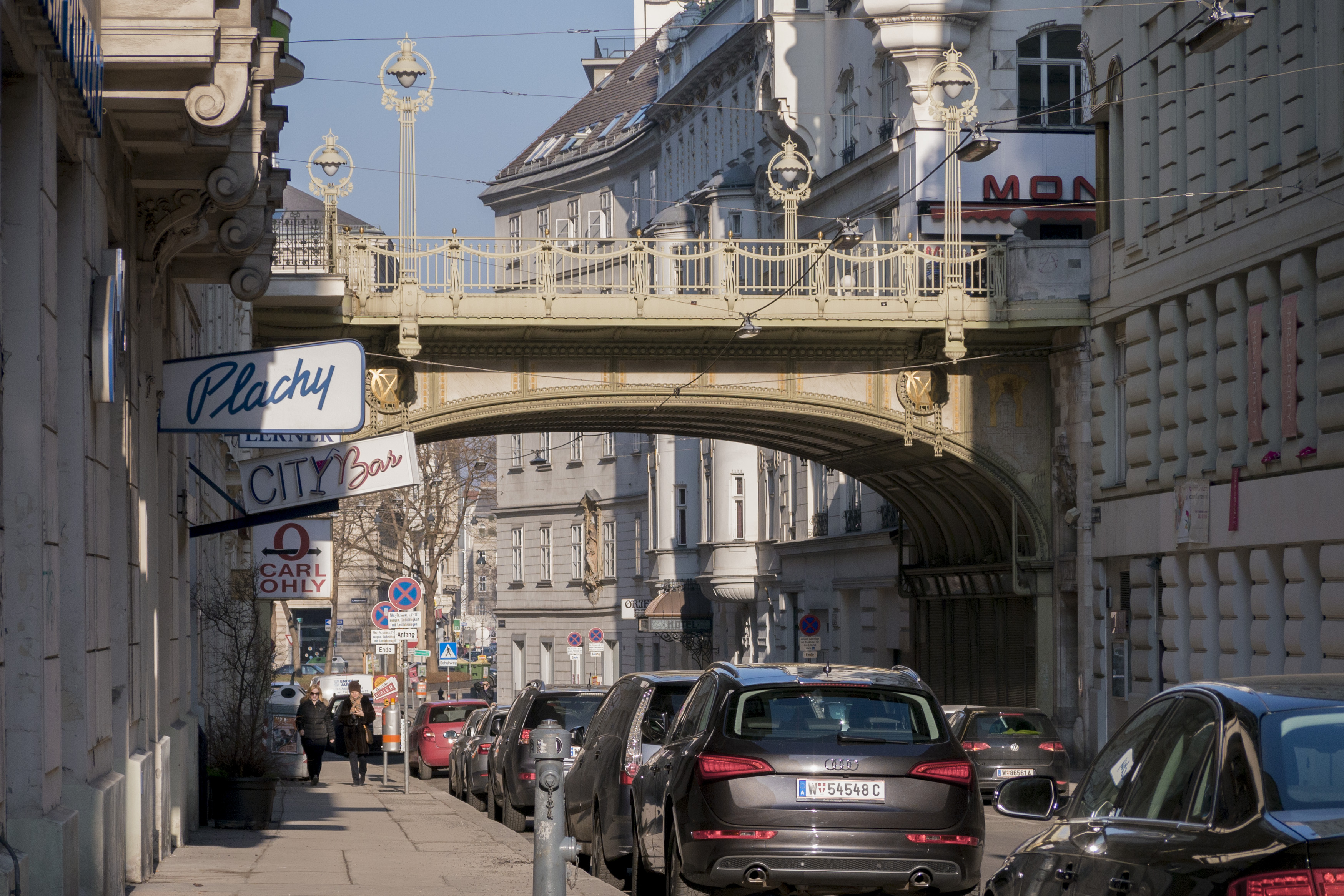
Der Tiefe Graben wird von der Hohen Brücke überspannt

Der Tiefe Graben ist eine Straße im 1. Wiener Gemeindebezirk Innere Stadt, die entlang eines ehemaligen Bachbettes verläuft und im Mittelalter den Stadtkern Wiens begrenzte.

## Geschichte
Während der Römischen Kaiserzeit, als sich im Norden der heutigen Inneren Stadt das römische Legionslager Vindobona befand, verlief der Ottakringer Bach im Westen der Lagerbefestigung. Die Gegend verfügt im ehemaligen Bereich der Bachmündung in den Donaukanal (damals ein Seitenarm der Donau) über eine sehr steile Topografie, was unter anderem auf einen Hangrutsch infolge eines Hochwassers im 3. Jahrhundert zurückzuführen ist. Bis zum 13. Jahrhundert bildeten der Ottakringer Bach und der Tiefe Graben, der 1186 erstmals urkundlich erwähnt wurde, die westliche Grenze des damaligen Wiener Stadtkerns.
Als der Ottakringer Bach um 1200 zugunsten der Errichtung des Minoritenklosters abgeleitet wurde, zweigte man einen Arm des Alserbachs zum Donaukanal um. Aber auch dieser Alsarm wurde 1456 abgeleitet und das stillgelegte Rinnsal zugeschüttet. Das ehemalige Bachbett wurde jedoch nie ganz aufgeschüttet und auf das Straßenniveau seiner Umgebung gebracht, weshalb es sich auch heute noch als Furche durch die umliegende Gegend gräbt.

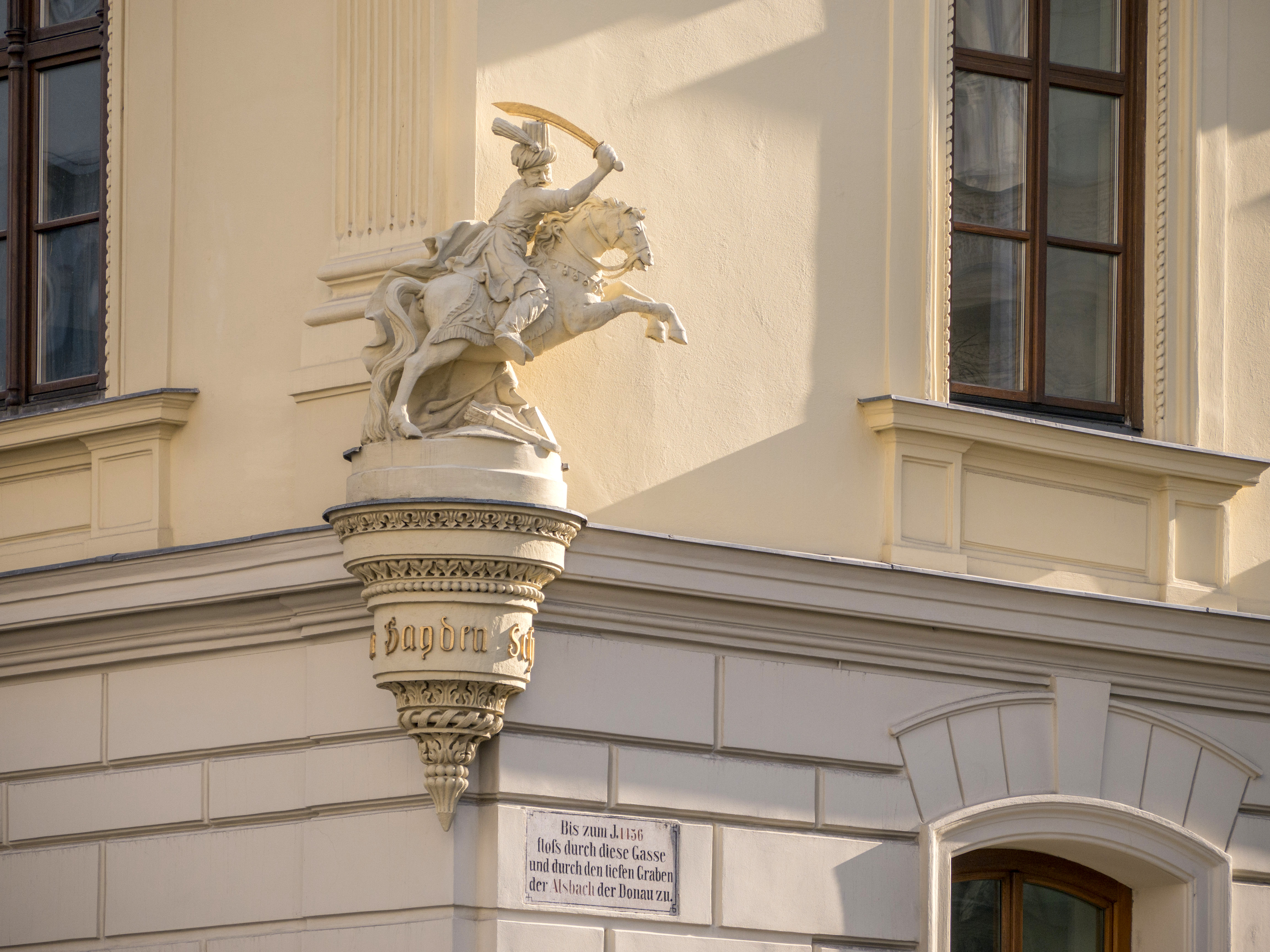
Ecke Strauchgasse / Heidenschuß, Erinnerung an die Türkenbelagerung 1529

Der Tiefe Graben verläuft von der Ecke Strauchgasse / Heidenschuß bis zum Concordiaplatz und wird von der über die Hohe Brücke führenden Wipplingerstraße überquert. Eine der bekanntesten Adressen am Tiefen Graben ist wohl das Hotel Orient, welches bereits im 17. Jahrhundert als Schankhaus Orient urkundlich erwähnt wurde. Der Name lässt sich durch die das Schankhaus frequentierenden Schiffsleute erklären, die Waren aus dem Orient auf dem Wasserweg nach Wien brachten. Zwei Häuser weiter wurde 1979 die kleine Clubdiscothek Why Not eröffnet, die erste und lange Zeit einzige dauerhafte Schwulendisco Wiens (zu der auch Frauen Zutritt haben).